# Lappsparv
Lappsparv (Calcarius lapponicus) är en fågel i den lilla familjen sporrsparvar, vilka tidigare fördes till familjen fältsparvar. Den häckar cirkumpolärt på nordligt belägna fjällhedar och myrar. Vintertid flyttar den söderut till tempererade slättområden. Arten är talrik och kategoriseras som livskraftig av IUCN. I Sverige minskar den dock i antal och upptas på Artdatabankens rödlista.

## Utseende
Lappsparven är en rätt kraftig sparv men en kroppslängd på 14–15,5 cm. Den utmärker sig genom en lång bakklo, som är längre än själva baktån och mindre böjd än hos fältsparvarna. Hos den adulta hanen är hjässa, kind, strupe och övre bröst helsvart. Från näbbroten sträcker sig ett ljust ögonbrynsstreck som löper bakom de svarta örontäckarna ned på halsen. Nacken är rostbrun. Ryggen, skuldrorna och vingtäckarna är spräckliga i svart och rostbrunt. Undersidan är vit, med rostgul anstrykning. Sidorna är tecknade med svarta fläckar.

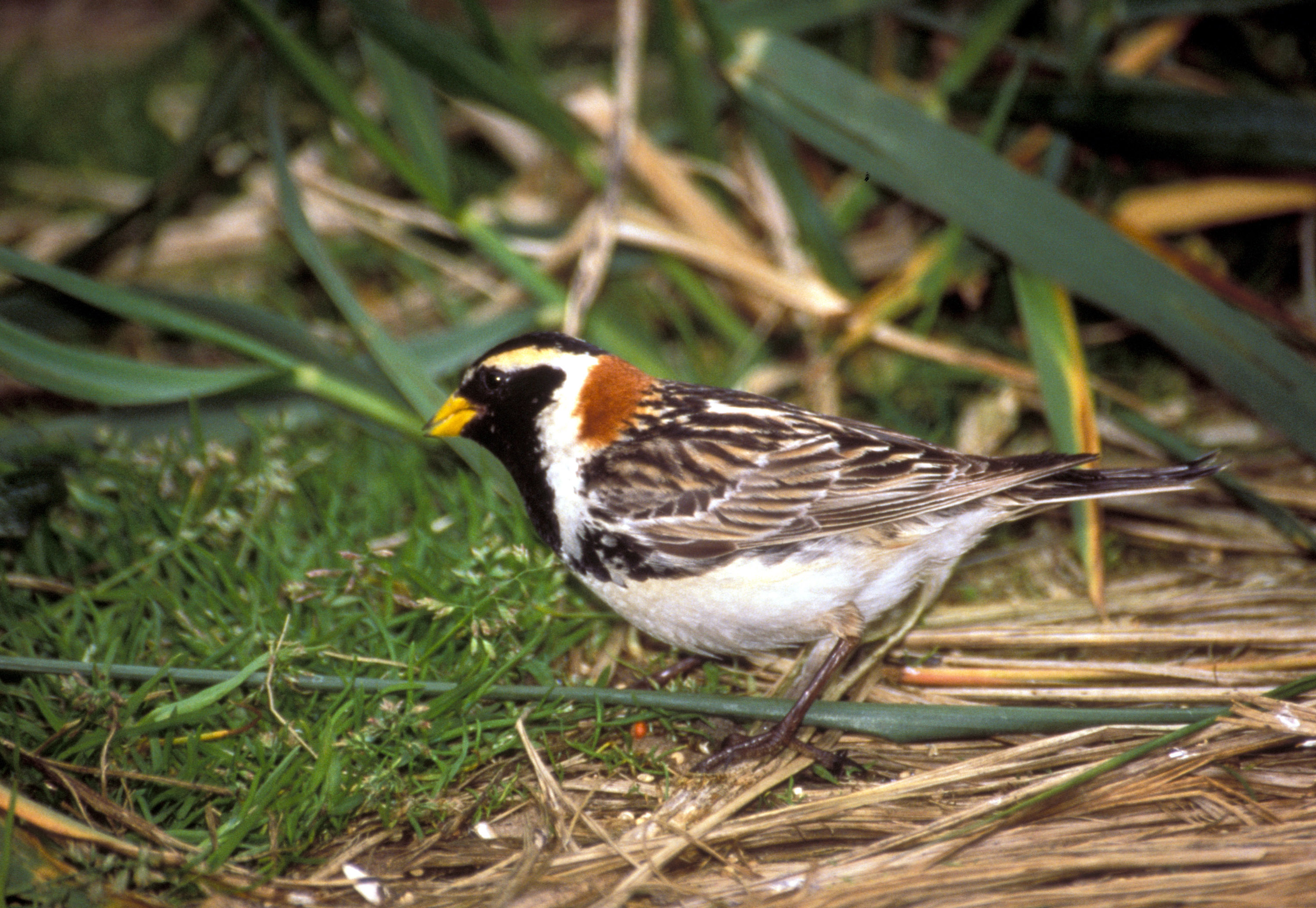
Adult hane i häckningsdräkt.

Hos honan saknas det svarta på huvudet, strupen och kroppssidorna, och hennes färg är i allmänhet blekare och mer rostbrun. Hon har ett svartfläckat ljust bröst.

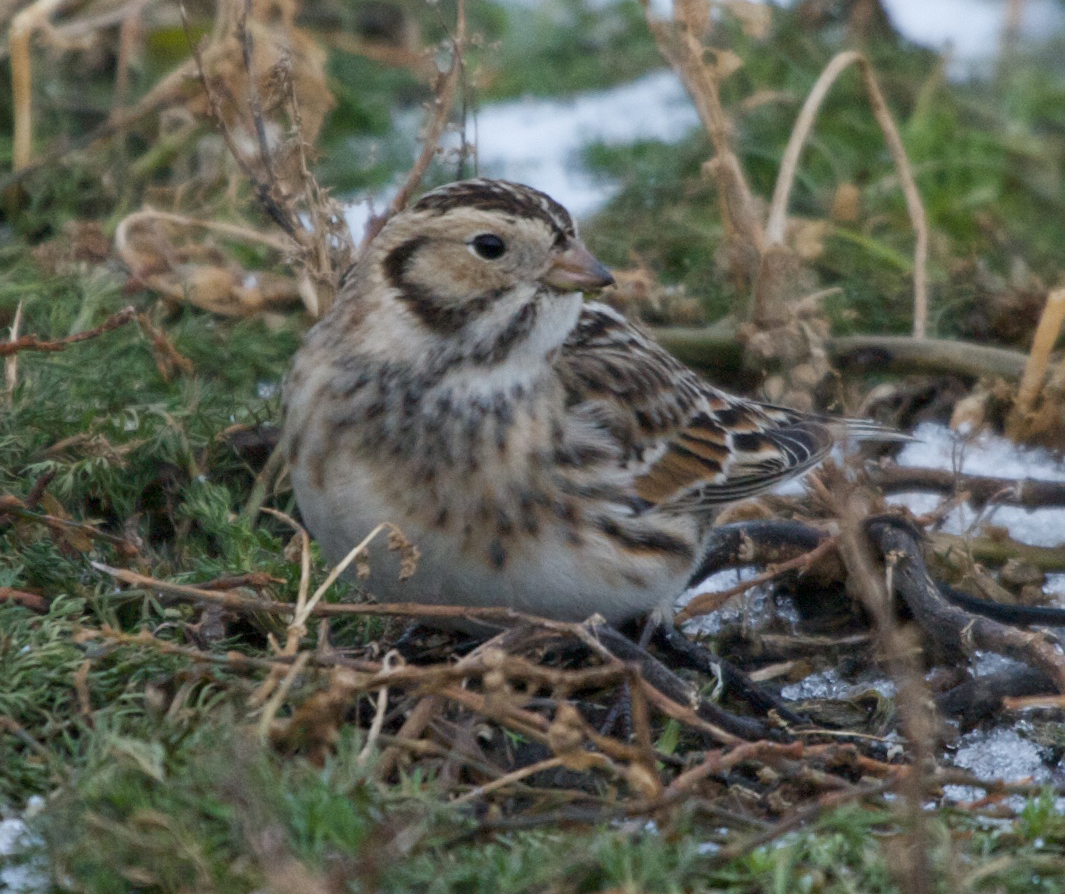
Honfärgad individ i vinterdräkt.

## Läte
Lappsparven är en ljudlig fågel. På sträck och ofta vid uppflog hörs ett torrt "pr'r'r'rt", både hårdare och torrare än snösparvens läte. Även korta och visslande "tju" eller sträva "tjyb" kan höras. På häckplats hörs oroliga "tily". Sången är en kort strof med ödslig klang, något påminnande om berglärkans sång men utan dennas stakande inledning. Ibland utför den en ryttlande sångflykt med utbredd stjärt, och då blir stroferna längre.

## Utbredning och systematik
Lappsparven är en flyttfågel som har ett i det närmaste cirkumpolärt häckningsområde från skandinaviska fjällkedjan, över arktiska Eurasien, i Alaska, Kanada och allra nordligaste USA samt på Grönlands västkust. Den övervintrar på stäpperna i Ryssland och Centralasien från Svarta havet och österut till Nordkorea och Japan; i USA, i Danmark, på Brittiska öarna och utmed norra Västeuropas kustområden.
Lappsparven delas upp i tre till fem underarter. Clements et al 2019 erkänner följande tre:
- Calcarius lapponicus alascensis (Ridgway, 1898) – häckar på Aleuterna och Pribiloföarna, och i Alaska och västra Kanada; övervintrar i USA så långt söderut som till norra Texas
- Calcarius lapponicus lapponicus inklusive subcalcaratus (Brehm, 1826), vanlig lappsparv[7] – häckar från Skandinavien och norra Ryssland till Berings sund, norra Kanada och Grönland; övervintrar i centrala USA, på stäpperna i Ryssland och Centralasien och västerut till Europa
- Calcarius lapponicus coloratus (Ridgway, 1898) inklusive kamtschaticus (Portenko, 1937) – häckar i östra Sibirien, på Kamtjatkahalvön och på Kommendörsöarna; övervintrar bland annat i Japan

### Förekomst i Sverige
Lappsparven häckar i fjällkedjan från Dalarna till Lappland, ovanför trädgränsen men i Lappland även på stora myrar i fjällnära skog. Den flyttar i augusti och början av september. Fåglar häckande i Skandinavien övervintrar i två områden, dels  norr om Svarta havet, dels utmed Nordsjöns kuster. Flertalet svenska lappsparvar flyttar mot sydost. Under våren rastar den relativt talrikt i Västerbottens och Norrbottens kusttrakter, medan den är sparsam i södra Sverige under flyttningen.

### Familjetillhörighet
Lappsparven har traditionellt placerats inom den ganska stora familjen fältsparvar (Emberizidae), men data från genetiska undersökningar visar att lappsparvarna i Calcarius, präriesporrsparven (Rhynchophanes mccownii) och de två snösparvarna inom släktet Plectrophenax tillsammans utgör en egen utvecklingslinje som inte har sina närmsta släktingar inom fältsparvsfamiljen. Istället utgör de en systerklad till en mycket artrik grupp fåglar där visserligen fältsparvarna ingår, men även bland annat amerikanska familjer som kardinaler, tangaror, skogssångare och trupialer. De lyfts därför numera ut till den egna familjen sporrsparvar (Calcariidae).

## Ekologi
I slutet av april eller början av maj anländer lappsparven till sina häckningsområden. I Sverige häckar den på hedar med lågväxande dvärgbjörk, videbuskar och örter i fjälltrakterna, men även på stora videbevuxna myrar i fjällbjörkskog och barrskog i Lappland. I Finland har den tidigare häckat även i skärgårdsmiljö vid Bottenviken. 
Boet, som byggs av fina kvistar, gräs och mossa samt inuti är fodrat med fjädrar, placeras på fuktiga ställen på marken, gärna i en fördjupning eller intill en tuva. I början av juni lägger honan fyra till sex gråaktiga, gulaktiga eller ljusbruna ägg, som är mer eller mindre överdragna med mörkare streck och punkter. Äggen ruvas i ungefär två veckor och redan i mitten av juli är ungarna utflugna. Lappsparvarna lever vanligen parvis, men även i små kolonier. 
På sommaren består deras föda huvudsakligen av insekter. Under flyttningen äter den mestadels frön och rastar då gärna på stubbåkrar. Övervintring sker också i jordbruksmark, i västra Europa även på saltängar eller strandängar.

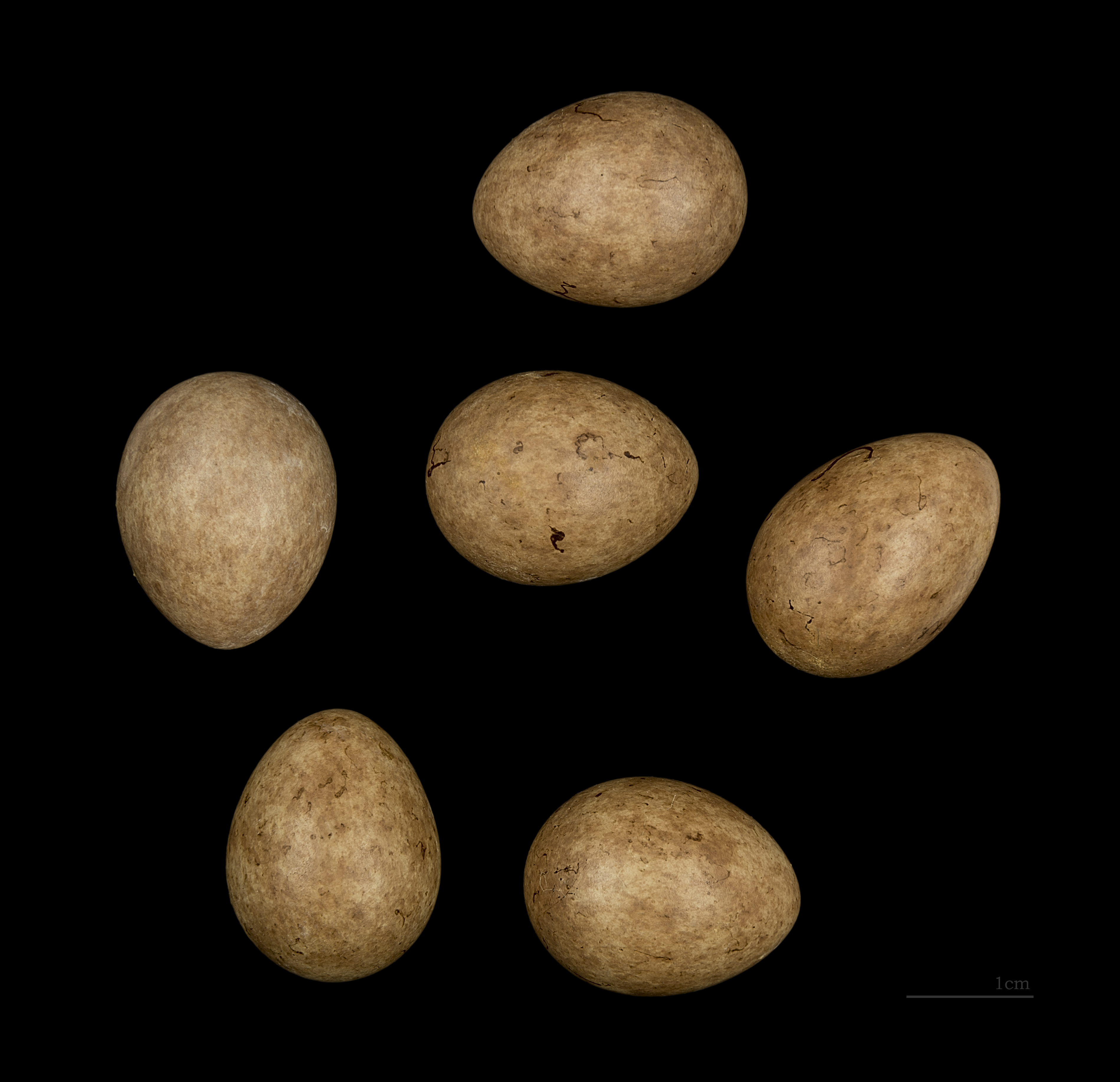
Lappsparvens ägg.

## Status och hot
Lappsparven har ett mycket stort utbredningsområde, världspopulationen uppskattas till hela 150 miljoner individer och den ökar dessutom i antal. Det gör att internationella naturvårdsunionen IUCN kategoriserar den som livskraftig. I Europa tros det häcka mellan 5,3 och 12,7 miljoner par.

### Status i Norden
I Sverige är lappsparven tämligen allmän till sparsam häckfågel. 2018 uppskattades det svenska beståndet till 126 000 par. Den kan i många områden vara den vanligaste fågelarten på kalfjället, medan den i andra kan vara mycket sparsam eller till och med saknas trots lämplig biotop. Orsaken är oklar. Enligt Svensk fågeltaxering har den minskat med cirka 30 % mellan 2005 och 2014. Den upptas därför idag på svenska rödlistan som sårbar (VU).
I Norge är populationen ungefär lika stor som i Sverige, medan den är mycket mer fåtalig i Finland med ett uppskattat bestånd på 20 000–50 000 par enligt den fiska fågelatlasen. Den saknas på Island.